# Betula uber
Betula uber (tiếng Anh thường gọi là Virginia Round-leaf Birch) là một loài thực vật thuộc họ Betulaceae. Đây là loài đặc hữu của quận Smyth, ở bang Virginia, Hoa Kỳ. Loài này có ở quần xã rừng lá rộng ôn đới và hỗn hợp.

## Loài nguy cấp
Betula uber là một trong số những cây gỗ Bắc Mỹ trong tình trạng nguy cấp nhất, loài này chỉ có ở Smyth County, Virginia. Không nhiều hơn hai chục cây trưởng thành được biết tại đó.

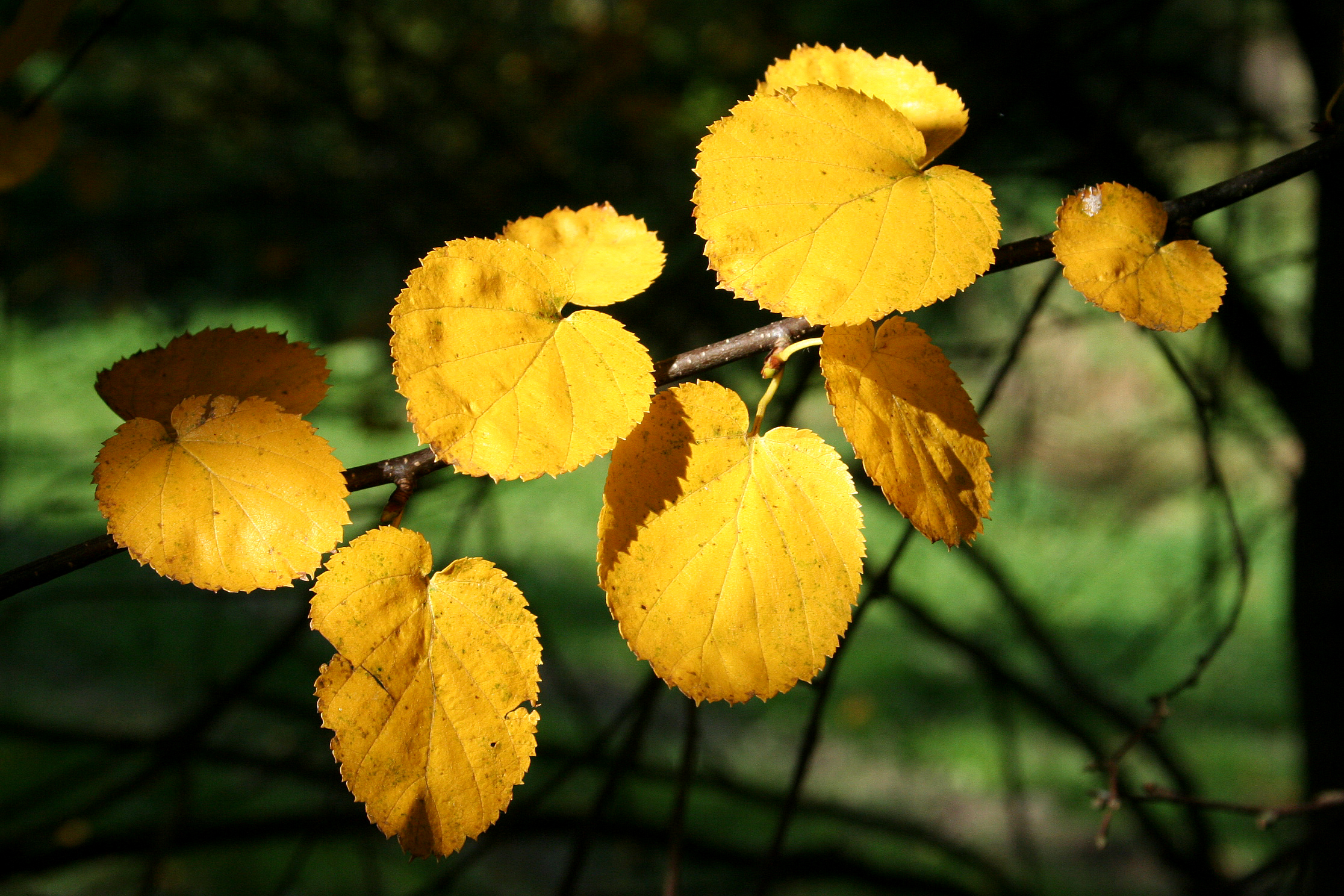
Lá Betla uber